# Jack Whitehall

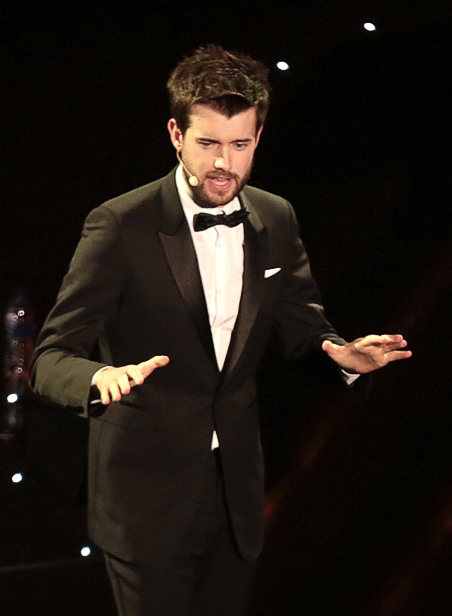
British Fashion Awards, 2015

Jack Peter Benedict Whitehall (* 7. Juli 1988 in Westminster, London) ist ein britischer Komiker, Fernsehmoderator und Schauspieler. Er ist vor allem als Stand-up-Comedian sowie für die Darstellungen von J. P. in der Fernsehserie Fresh Meat, Alfie Wickers in der Fernsehserie Bad Education, an der er auch als Co-Autor mitwirkte, und als Francois Lemaire in Thunderbirds Are Go, bekannt.
Von 2012 bis 2017 war er regelmäßiger Teilnehmer der Panel-Show A League of Your Own und von 2013 bis 2015 moderierte er gemeinsam mit seinem Vater Michael die Talkshow Backchat.

## Leben
Jack Whitehall wurde als erster Sohn der Schauspielerin Hilary Amanda Jane Isbister, Bühnenname Hilary Gish, und des Fernsehproduzenten Michael John Whitehall im Portland Hospital des Londoner Stadtteils Westminster geboren. Sein Vater war Schauspielagent von Colin Firth, Richard Griffiths, Michael Fassbender, Daniel Day-Lewis, Nigel Havers und Dame Judi Dench; der inzwischen verstorbene Griffiths war neben Nigel Havers sein Patenonkel. Whitehall hat eine Schwester, Molly Louisa (geb. 1989), und einen Bruder, Barnaby William (geb. 1992).
Er besuchte die Tower House School in East Sheen, West-London, wo er ein Mitschüler des mit der Twilight-Saga bekannt gewordenen Schauspielers Robert Pattinson war. Es folgten die Dragon School in Oxford und später das Marlborough College, eine private Schule in Wiltshire.
Nach der Schule nahm sich Whitehall ein Jahr Auszeit, in der er sich in der Stand-up-Comedy versuchte. Er besuchte zwei Semester die Universität von Manchester um Kunstgeschichte zu studieren. Laut eigenen Aussagen ist eines seiner Vorbilder der Komödiant Jack Dee, den er einmal als Jugendlicher getroffen habe.
Von 2011 bis 2017 war er mit der Schauspielerin Gemma Chan liiert, die er bei der Produktion von Fresh Meat kennengelernt hatte. Im Frühjahr 2020 machte er seine Beziehung mit dem Model Roxy Horner öffentlich.

## Karriere

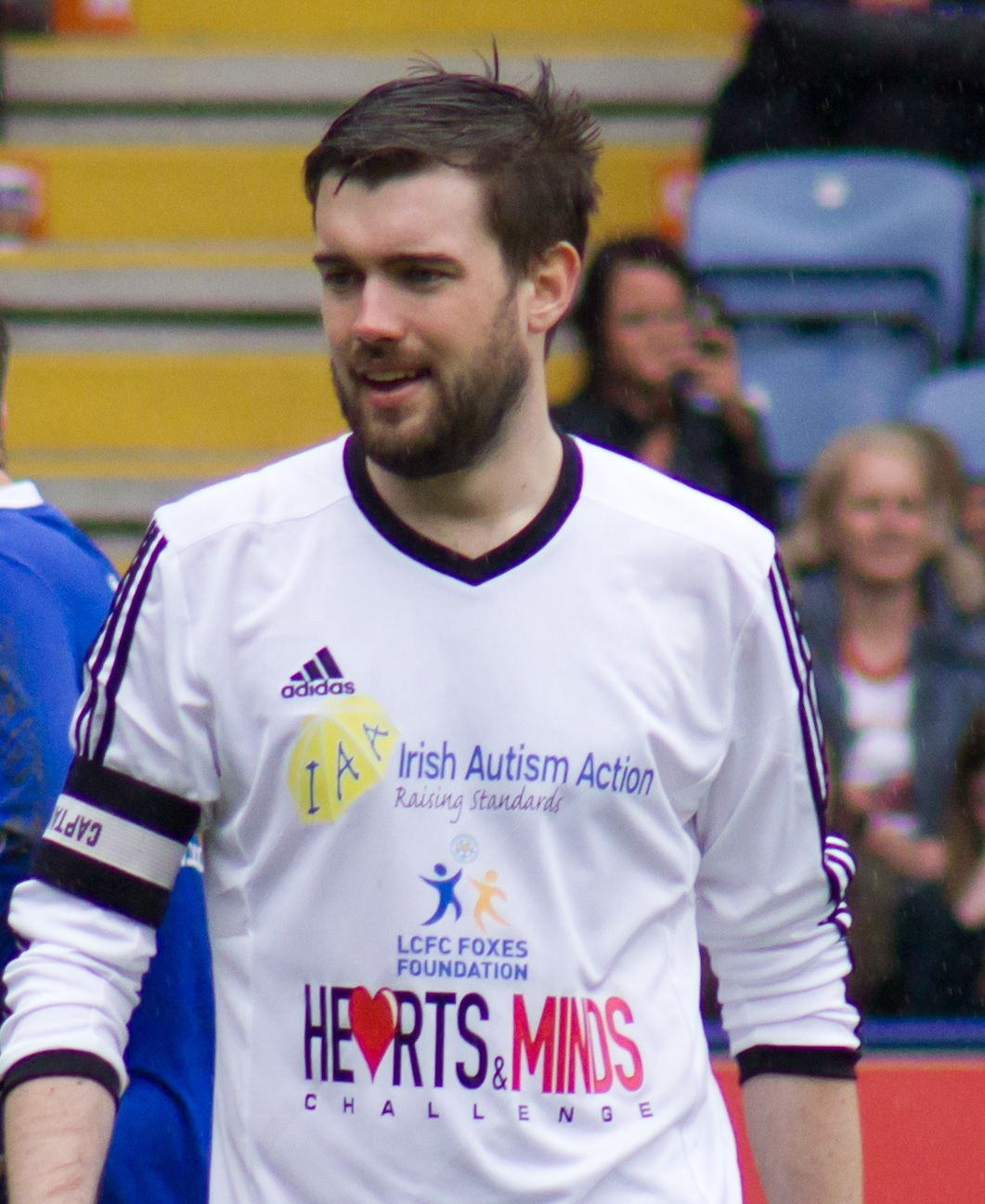
Benefiz-Fußballspiel, 2014

Bereits im Alter von fünf Jahren stand Whitehall das erste Mal vor der Kamera; so hatte er 1993 eine Rolle in The Good Guys und spielte 1997 Ben Wiston in Noah's Ark.
Whitehall hatte einen seiner ersten Stand-up-Comedy-Auftritte während des Edinburgh Festival Fringe in der „Comedy Reserve“ des Pleasance Theatre in Edinburgh. Außerdem wurde er 2008 in der Kategorie 'Best Newcomer' für den Chortle Award nominiert und war ein Finalist beim Hackney Empire New Act of the Year.
Im Juni 2008 präsentierte er auf dem Sender E4 die erste Woche von Big Brother's Big Mouth und im August die zwölfte Woche des Formats. Im September und November folgten seine ersten Auftritte in 8 Out of 10 Cats auf Channel 4.
Im Januar 2009 übernahm er erneut die Moderation von Celebrity Big Brother's Big Mouth und war in dieser Zeit in der Sendung The Sunday Night Project zu Gast, gefolgt von einem dritten Auftritt in 8 Out of 10 Cats am 5. Juni; im selben Monat war er Co-Moderator in der satirischen „TNT Show with Holly Walsh“ auf Channel 4. Im August trat er in Charlie Brookers Panel-Show You Have Been Watching auf und im September nahm er das erste Mal an der Panel-Show Would I Lie to You? teil. Neben seinem ersten Auftritt in der BBC-Two-Panel-Show Mock the Week war er im Oktober 2009 Gastmoderator einer Folge von Never Mind the Buzzcocks.
Mit seiner ersten eigenen Stand-up-Show, Nearly Rebellious, trat er im August 2009 erneut beim Fringe Festival in Edinburgh auf und wurde im selben Jahr in der Kategorie 'Best Newcomer' für den Edinburgh Comedy Award nominiert.
Am 30. März 2010 nahm Whitehall an der Comedy-Gala des Senders Channel 4 teil, einer Wohltätigkeitsshow zugunsten des Great Ormond Street Children’s Hospital, die live in der O2-Arena in London aufgenommen und am 5. April ausgestrahlt wurde. Es folgten Auftritte auf dem Just-for-Laughs-Comedy-Festival in Montreal im Juli und weitere Auftritte mit seiner zweiten Show Learning Difficulties auf dem Fringe-Festival in Edinburgh im August. Am 27. September wurde sein Auftritt im Apollo Hammersmith für die sechste Staffel von Live at the Apollo aufgezeichnet, die am 17. Dezember ausgestrahlt wurde. Die Variety wählte Whitehall 2010 zu einem der „zehn prestigeträchtigsten künftigen Stars“.
Im Januar 2011 wurde Whitehall für einen British Comedy Award in der Kategorie Best Comedy Breakthrough nominiert. Am 12. März erhielt er zusammen mit Dara Ó Briain und Jon Richardson während eines British Airways-Flugs einen Eintrag in das Guinness-Buch der Rekorde für den 'Highest stand up comedy gig in the world' (Höchster Stand-up-Comedy-Auftritt der Welt) zugunsten von Comic Relief. Am 24. Mai nahm er an der zweiten jährlich ausgestrahlten Comedy Gala von Channel 4 teil, die am 10. Juni ausgestrahlt wurde.
Im August 2011 nahm Whitehall erneut mit zwei Shows beim Fringe-Festival in Edinburgh teil: es war der Auftakt zu seinem dritten Stand-up-Programms Let's Not Speak of This Again. Außerdem moderierte er an der Seite seines Vaters Michael die vier Folgen umfassende Stand-up-Talkshow Backchat, die sehr gute Kritiken erhielt.
Es folgten Auftritte in der ersten Staffel von Dave's One Night Stand des Comedy-Senders Dave und die Aufzeichnung seiner Stand-up-Show am Londoner Haymarket Theatre, in der andere bekannte Stand-up-Comedians Gastauftritte hatten. Im November 2011 gab Whitehall zwei ausverkaufte Shows am Hammersmith Apollo, die ebenfalls sehr gute Kritiken erhielten. Diese beiden Shows beendeten seine erste nationale Tournee Let's Not Speak of This Again.
Im Februar 2014 war Whitehall zu Gast im BBC-Automagazin Top Gear und fuhr auf der Top-Gear-Teststrecke, nachdem er zuvor nur einmal selbst ein Auto gefahren war. Am 24. Oktober 2014 moderierte Whitehall die Feeling Nuts Comedy Night auf Channel 4, die sich der Hodenkrebs-Vorsorge widmete.
Im Dezember 2014 hatte er einen Gastauftritt in der zweiten Staffel der Peter-Gabriel-Parodie Brian Pern: A Life in Rock, die auf BBC Two ausgestrahlt wurde. Im Jahr 2015 spielte er den noblen Rucksacktouristen Hugo in der Folge La Couchette der Anthologie-Serie Inside No. 9.
Im Jahr 2016 debütierte Whitehall im US-amerikanischen Kino in einer Nebenrolle im Film Mother’s Day – Liebe ist kein Kinderspiel an der Seite von Julia Roberts und Jennifer Aniston.
Im folgenden Jahr spielte er an der Seite von Eva Longoria und David Suchet in der BBC-One-Serie Decline and Fall (basierend auf Evelyn Waughs gleichnamigem Roman) einen Oxford-Studenten, der nach seinem Verstoß von der Universität als Lehrer zu arbeiten beginnt. Im selben Jahr war er zusammen mit seinem Vater in der Netflix-Dokumentation Jack Whitehall: Travels with My Father zu sehen, in der sie fünf Wochen lang Thailand, Kambodscha und Vietnam bereisten.
Am 8. Dezember 2017 wurde Whitehall als neuer Moderator der BRIT Awards 2018 bekannt gegeben und löste damit Dermot O’Leary und Emma Willis ab. Ebenfalls 2018 verkörperte er den Harlekin im Disney-Film Der Nussknacker und die vier Reiche.
2019 begannen die Dreharbeiten zu Disneys Jungle Cruise, in dem Whitehall den ersten offen homosexuell angelegten Charakter in einem Disney-Film spielte. Die Besetzung Whitehalls für die Rolle des McGregor Houghton führte zu Kontroversen im Vorfeld der Dreharbeiten des im Juli 2020 in die Kinos kommenden Films, da mit Whitehall ein heterosexueller Darsteller für die Rolle besetzt wurde, der zudem als Komiker „Stereotypen besetzen könnte“.
Noch im Jahr 2019 spielt er die Rolle des Newton Pulsifer in der sechsteiligen, für Amazon Prime produzierten BBC-Serie Good Omens, einer Adaption des gleichnamigen Buches von Neil Gaiman und Terry Pratchett.

## Kontroversen
Im September 2009 wurde Whitehall beschuldigt, für seine von Kritikern gefeierte Stand-up-Show Fast Rebellious Elemente aus dem Programm von Stewart Lee gestohlen zu haben; das Programm, das sich komödiantisch mit dem Leben nach dem Tod im Weltraum beschäftigte, wurde bereits in den 1990er Jahren auf dem Comedy-Festival „Just for Laughs“ in Montreal aufgeführt und war vom Comedy Network für das Fernsehen aufgezeichnet worden. Whitehalls 2009 auf dem „Edinburgh Fringe“ aufgeführte Version, wurde abgesehen von einer günstigen Rezension für Metro, als „fast unveränderte Wiederholung“ von Lees Vorlage beschrieben.
Am 20. Oktober 2009 wurde Robbie Williams beschuldigt, einen von Whitehalls Witzen in seinem „Comeback“-Auftritt als Teil der BBC-Elektroproms im Camden Roundhouse gestohlen zu haben. Als Whitehall ursprünglich den Einzeiler spielte, der mit dem Partikelverb „(auf jemanden) herabblicken“ spielt, wurde er zum fünftbesten Scherz des Jahres auf dem „Edinburgh Fringe“ in einer Umfrage des Fernsehsenders Dave gewählt.
Am 20. Juni 2010 erschien ein Foto von Whitehall in der Presse, das ihn in Manchester beim Konsum von Kokain zeigt; er entschuldigte sich für sein Verhalten, bestätigte oder leugnete die erhobenen Vorwürfe gegen ihn aber nicht. Bei einem gemeinsamen Auftritt mit dem britischen Komiker Patrick Kielty spielte dieser später auf die Presseberichterstattung an.
In der Fernseh-Show Big Fat Quiz of the Year machte Whitehall am 30. Dezember 2012 abfällige Bemerkungen über Königin Elisabeth II.; daraufhin kam es zu zahlreichen Beschwerden bei der britischen Medienaufsichtsbehörde Office of Communications (Ofcom) und zu Forderungen, Whitehall solle nicht als Laudator bei den 18. National Television Awards im Jahr 2013 auftreten. Um Spekulationen entgegenzuwirken, sahen sich die Veranstalter im Rahmen einer Pressemeldung gezwungen, Whitehalls Teilnahme zu bestätigen; er präsentierte die Kategorie „Populärste Comedy-Panel-Show“.

## Filmografie (Auswahl)

### Filme
- 2002: Bertie and Elizabeth (Fernsehfilm)
- 2008: Jesus Boy and the Goatherd (Kurzfilm)
- 2013: Die Eiskönigin – Völlig unverfroren (Frozen, Stimme)
- 2015: The Bad Education Movie
- 2016: Mother’s Day – Liebe ist kein Kinderspiel (Mother’s Day)
- 2016: Asterix im Land der Götter (Astérix: Le Domaine des dieux, Stimme)
- 2018: Der Nussknacker und die vier Reiche (The Nutcracker and the Four Realms)
- 2019: Royal Corgi – Der Liebling der Queen (The Queen’s Corgi)
- 2021: Jungle Cruise
- 2021: Clifford der große rote Hund (Clifford the Big Red Dog)
- 2022: Nachts im Museum: Kahmunrah kehrt zurück (Night at the Museum: Kahmunrah Rises Again) (Stimme)
- 2023: Robots

### Serien
- 1993: The Good Guys (Episode 2x02)
- 1997: Noah’s Ark (Episode 1x03)
- 2005: Have I Been Here Before? (Episode 1x06)
- 2008: Ruddy Hell! It’s Harry and Paul (Episode 2x03)
- 2011: Little Crackers (Episode 2x02)
- 2011–2013, 2016: Fresh Meat (30 Episoden)
- 2012–2014: Bad Education (19 Episoden)
- 2013–2014: Psychobitches (3 Episoden)
- 2014: Top Gear (Episode 21x04)
- 2014: The Life of Rock with Brian Pern (Episode 2x01)
- 2015: Cockroaches (4 Episoden)
- 2015–2016: Thunderbirds Are Go (3 Episoden, Stimme)
- 2016: Drunk History (Episode 2x01)
- 2017: Decline and Fall (3 Episoden)
- 2017–2019: Bounty Hunters (7 Episoden)
- 2017–2021: Jack Whitehall: Unterwegs mit meinem Vater (Jack Whitehall: Travels with My Father, 18 Episoden)
- 2019: Good Omens (5 Episoden)

### DVD-Veröffentlichungen
- 19. November 2012: Live
- 24. November 2014: Gets Around: Live From Wembley Arena

## Auszeichnungen
- 2007: Runner-up: Laughing Horse (Finalist)
- 2007: So You Think You’re Funny? (Finalist)
- 2007: Charlie Harthill Special Reserve (Gewonnen)
- 2007: Amused Moose (Gewonnen)
- 2008: Hackney Empire, Finalist in der Kategorie New Act
- 2008: Chortle Awards in der Kategorie Best Newcomer (Nominiert)
- 2009: Edinburgh Comedy Awards in der Kategorie Best Newcomer (Nominiert)
- 2011: British Comedy Awards in der Kategorie Best Male Comedy Breakthrough Artist (Nominiert)
- 2012: British Comedy Awards in der Kategorie King of Comedy (Gewonnen)
- 2013: British Comedy Awards in der Kategorie King of Comedy (Gewonnen)
- 2014: British Comedy Awards in der Kategorie King of Comedy (Gewonnen)

## Quellnachweise
1. 1 2  Whitehall, Michael and Whitehall, Hilary: Him & Me. Penguin Books Limited, 2013, ISBN 978-1-4059-1136-8, S. 18 (englisch).
2. 1 2  So what was it like bringing up Jack Whitehall? In: The Daily Telegraph. 16. November 2013, abgerufen am 28. Dezember 2015 (englisch).
3. ↑  Jack Whitehall on his godfather, Richard Griffiths. Telegraph, abgerufen am 7. Juli 2015 (englisch).
4. ↑  Alexis Petridis:  Jack Whitehall: a class act In: The Guardian, 5. Oktober 2012. Abgerufen am 27. Dezember 2014 (englisch).
5. ↑  Bryony Gordon:  Jack Whitehall: the funny thing about being posh, Telegraph, 19. Dezember 2012 (englisch).
6. ↑  Kate Thomas: Jack Whitehall stocks up on supplies with Leonardo DiCaprio's former flame Roxy Horner as new couple spend lockdown together. In: Daily Mail Online. Daily Mail, 12. April 2020, abgerufen am 7. September 2020 (englisch).
7. ↑  Jack Whitehall to host Channel 4's Feeling Nuts special – News – British Comedy Guide. Comedy.co.uk, 16. September 2014, abgerufen am 7. Juli 2015 (englisch).
8. ↑  Darryl Smith:  Jack Whitehall on his biggest role yet alongside Julia Roberts and Jennifer Aniston in Mother’s Day In: The Sunday Post, 15. Juni 2016. Abgerufen am 3. Juni 2019 (englisch).
9. ↑  Neil Genzlinger:  As Trousers Fall, A Decline Begins: Eva Longoria and Jack Whitehall in ‘Decline and Fall’ In: The New York Times, 10. Mai 2017. Abgerufen am 3. Juni 2019 (englisch).
10. ↑  Ben Allen:  What is Jack Whitehall’s new Netflix show Travels With My Father all about? In: Radio Times, 22. September 2017. Abgerufen am 3. Juni 2019 (englisch).
11. ↑   Jack Whitehall to host 2018 Brit Awards In: BBC News, 8. Dezember 2017. Abgerufen am 3. Juni 2019 (englisch).
12. ↑  Shaun Kitchener:  Nutcracker and the Four Realms: Watch funny Jack Whitehall, Omid Djalili scene In: Express, 2. November 2018. Abgerufen am 3. Juni 2019 (englisch).
13. ↑  Clemmie Moodie:  Walt a change: Jack Whitehall to play Disney’s first-ever gay character in Dwayne ‘The Rock’ Johnson movie The Jungle Cruise In: The Sun, 12. August 2018. Abgerufen am 3. Juni 2019 (englisch).
14. ↑  Andrea Park:  Disney slammed after reportedly casting Jack Whitehall as gay character in „Jungle Cruise“ In: CBS News, 13. August 2018. Abgerufen am 3. Juni 2019 (englisch).
15. ↑  Anna Behrmann:  Anger as Disney casts straight actor Jack Whitehall in gay role In: The Times, 13. August 2018. Abgerufen am 3. Juni 2019 (englisch).
16. ↑  Axel Weidemann:  Zum Teufel mit der Apokalypse: „Good Omens“ bei Amazon In: Frankfurter Allgemeine, 31. Mai 2019. Abgerufen am 3. Juni 2019 (englisch).

| Personendaten    | Personendaten                                         |
| ---------------- | ----------------------------------------------------- |
| NAME             | Whitehall, Jack                                       |
| ALTERNATIVNAMEN  | Whitehall, Jack Peter Benedict (vollständiger Name)   |
| KURZBESCHREIBUNG | britischer Komiker, Fernsehmoderator und Schauspieler |
| GEBURTSDATUM     | 7. Juli 1988                                          |
| GEBURTSORT       | Westminster, London                                   |